# Merowech II.
Merowech II. (auch Merovech, Meroweus; * um 550; † 577) war ein Sohn des Königs Chilperich I. von Neustrien aus dem Geschlecht der Merowinger und der Audovera.

## Leben
Chilperich I. schickte seinen Sohn Merowech um 576 mit einem Heer nach Pictavis (Poitiers), doch stattdessen marschierte Merowech nach Tours, wo er das Osterfest verbrachte. Dann zog er weiter nach Rouen, wo er seine in ein Kloster verbannte Mutter Audovera besucht. In Rouen traf er sich mit seiner verwitweten Tante Brunichild von Austrasien. Beide wurden von Bischof Praetextatus entgegen dem kanonischen Recht miteinander vermählt. Brunichild wollte offenbar mit Merowech einen Verbündeten gegen dessen Stiefmutter Fredegunde, ihre ärgste Gegnerin, gewinnen. Chilperich eilte nach Rouen und versuchte die Neuvermählten zu trennen. Wenige Tage darauf nahm er Merowech allein mit sich nach Soissons und stellte ihn unter Bewachung.
Dann ließ Chilperich seinem Sohn Merowech das lange Haar abschneiden, ließ ihn zum Priester weihen und schickte ihn in das Kloster Anninsola (Saint-Calais) bei Le Mans. Auf der Reise wurde Merowech von Gunthram Boso befreit und zur St. Martinskirche in Tours gebracht, wo er bei Bischof Gregor von Tours Asyl fand. Chilperich kam 577 mit seinem Heer nach Tours und drohte die ganze Region niederzubrennen, doch Gregor erklärte das Kirchenasyl für unverletzlich. Leudast, der comes (Graf) von Tours, ein Anhänger Fredegundes, stellte Merowech nach, konnte aber nur dessen Diener töten. Marileif, der Leibarzt Chilperichs, wurde bei seiner Rückkehr vom Hof auf Merowechs Anweisung als Rache übel zugerichtet und ausgeplündert; nur mit Mühe konnte auch er im Kirchenasyl Schutz finden. Schließlich verließ Merowech mit Gunthram Boso und einem Gefolge von 500 Mann Tours, möglicherweise um als Gemahl Brunichildes von den Austrasiern als Nachfolger Sigiberts anerkannt zu werden. Bei Auxerre wurde Merowech zwar von Erpo, einem dux (Herzog) des mit Chilperich verbündeten Königs Guntram I. von Burgund gefangen, konnte aber fliehen und in der Basilika des heiligen Germanus von Auxerre Asyl erlangen. Nach zwei Monaten floh er zu Brunichild, konnte sich in Austrasien aber weder als König, noch als Regent für den etwa 8-jährigen Childebert II. durchsetzen. Chilperich versuchte vergebens mit seinem Heer seinen Sohn Merowech in der Champagne zu fangen.
Der austrasische Adel schloss ein Bündnis mit König Guntram von Burgund, der den jungen Childebert als Sohn und Erben adoptierte.
In einem Schauprozess wurde Bischof Praetextatus von Rouen durch König Chilperich verbannt. Als das Gerücht aufkam, Merowech sei erneut in das Kirchenasyl der St. Martinskirche in Tours geflohen, ließ Chilperich alle Eingänge der Kathedrale bewachen. Tatsächlich hielt sich Merowech in der Champagne bei Reims verborgen. Bischof Egidius von Reims und Gunthram Boso, die mit Fredegunde verbündet waren, schmiedeten ein Komplott gegen Merowech: Die Einwohner von Tarabennenses (Thérouanne) gaben vor, sich ihm anschließen zu wollen. Als Merowech kam, umstellten sie den Hof, in dem er sich aufhielt, mit Bewaffneten und schickten Boten zu Chilperich. Merowech sah keinen Ausweg mehr und ließ sich von seinem Vertrauten Gailen mit dem Schwert töten, um nicht dem „Rachedurst seiner Feinde“ ausgeliefert zu werden. Einige Zeitgenossen behaupteten, dass Fredegunde ihren Stiefsohn Merowech ermorden ließ. Fredegunde ließ Gailen daraufhin zu Tode foltern. Weitere Anhänger Merowechs, wie z. B. Grindio und Ciucilo, wurden hingerichtet.
König Guntram von Burgund ließ 585 den Leichnam seines ermordeten Neffen durch Bischof Pappolus von Chartres in Saint-Vincent-Kathedrale in Paris beisetzen.